# افراز (سازمان)
انجمن فرهنگی افراز ۲۰ شهریور ۱۳۸۰ خورشیدی توسط سیما مشعوف، شروین مشتری‌خواه و علی‌رضا افشاری (و سپس محمد فتحیه) بنیاد گذاشته شد و با گرفتنِ اعتبارنامه از سازمان ملی جوانان از سال ۱۳۸۱ کوشش‌های خود را زیر نام انجمن فرهنگی ایران‌زمین (اَفراز)، با آرمانِ آشناسازی جوانان با فرهنگ و تمدن ایران‌زمین و نیز پاسداری از ارزش‌های فرهنگی و گرامی‌داشت فرهنگ ملی ایرانیان، آغاز کرد. این انجمن با تمدید نشدنِ مجوزش در دوره‌ی دوم ریاست‌جمهوری احمدی‌نژاد برای مدتی در قالب انجمن‌های وابسته به فرهنگسراها فعالیت خود را ادامه داد تا این‌که در ۱۲ مهر ۱۳۹۴ در اداره‌کل ثبت شرکت‌ها و مؤسسات غیرتجاری ثبت و سپس موفق به گرفتن مجوز از استانداری تهران در تاریخ ۲۷ آبان ۱۳۹۴ شد. این سمن یا سازمان مردم‌نهاد در حوزه‌های ایران‌شناسی و ایران‌پژوهی، تقویت هویت ایرانی از راهِ آشناسازی مردم با ریشه‌های فرهنگ ملی ایران، پاسداشت میراث فرهنگی و طبیعی، و بهسازی فرهنگی و اجتماعی فعالیت می‌کند.

## ارکان انجمن
برابرِ اساس‌نامه، انجمن دارای سه رکن مجمع عمومی، هیئت‌مدیره و بازرس است. مهم‌ترین رکن انجمن مجمع عمومی است که با حضور همهٔ هم‌وندان یک بار در سال برگزار می‌شود. در مجمع عمومی دربارهٔ مهم‌ترین مسائل انجمن تصمیم‌گیری شده، هم‌چنین گزارش عملکرد هیئت‌مدیره خوانده شده و به پیشنهادها و نقدهای هم‌وندان رسیدگی می‌شود. اعضای هیئت‌مدیره به‌مدت دو سال و بازرس به‌مدت یک‌سال در نشست‌های سالانهٔ مجمع عمومی به‌دستِ هم‌وندان انجمن گزینش می‌شوند. هم‌چنین انجمن دارای شورای عالی است که از هموندان قدیمی، دبیران و بازرسان پیشین انجمن تشکیل یافته و به‌عنوان نهادی نگاهبانِ آرمان انجمن، یاری‌رسانِ هم‌وندان هیئت‌مدیره است. ساختار اجرایی انجمن شامل کارگروه‌هایی است که در راستای هدف‌های انجمن فعالیت می‌کنند. دبیران کارگروه‌ها شورای مرکزی انجمن را تشکیل می‌دهند تا در تصمیم‌سازی و تصمیم‌گیری به مدیرعامل انجمن، که بنا به عرف دبیر انجمن نامیده می‌شود، یاری برسانند. هیئت‌مدیره نمایندهٔ قانونی انجمن بوده و دبیر انجمن (مدیرعامل) بالاترین مقام اجرایی انجمن است و در حدود اختیاراتی که از طرف هیئت‌مدیره و اساس‌نامه به وی واگذار شده‌است نمایندهٔ آن محسوب می‌شود.
در راستای برآورده کردن هدف‌های انجمن، کارگروه‌ها ایجاد شده‌اند. اگرچه برای اجرای فعالیت‌های فرهنگی همسو با این هدف‌ها، امکان تعریف طرح‌های مستقل نیز وجود دارد. در حال حاضر کارگروه‌های فعال انجمن عبارت است از: ایران‌شناسی، گردشگری، هنر، کودک و نوجوان، ادبی، رسانه و کتابخوانی.

## برنامه‌های انجمن
انجمن فرهنگی افراز در سال‌های گذشته برنامه‌هایی را در تهران در تالارها (سالن‌ها)، آمفی تئاترها، دانشگاه‌ها، فرهنگسراها، موزه‌ها و کاخ‌ها با همکاری دیگر کانون‌های مردم‌نهاد، نهادهای دانشجویی، دانشگاهی، بنیادهای فرهنگی، مراکز فرهنگی شهرداری‌ها و همچنین سازمان میراث فرهنگی و گردشگری برگزار کرده‌است. این انجمن در جریان درگذشت ریچارد فرای، ایرانشناس آمریکایی، به همراه دیگر انجمنها، بیانیه در خصوص لزوم خاکسپاری او در ایران منتشر کرد. برخی برنامه‌های اجراشدهٔ انجمن عبارت است از:

### جشن‌ها
انجمن فرهنگی افراز در اسفندماه ۱۳۸۲ خورشیدی، جشن اسفندگان را، که نکوداشت جایگاه والای بانوان در فرهنگ ایرانی است، شاید برای نخستین‌بار در کشور به صورت گسترده و قانونی در تالار سازمان دانش‌آموزی برگزار نمود و آغازگر حرکت توجه به جشن‌های ایرانی شد. پس از آن در تیرماه ۱۳۸۳ جشن تیرگان را، که جشن پاسداری از فرهنگ جان‌بازی در راه میهن است، به یاد آرش کمانگیر و بابک خرم‌دین در همان تالار برپا نمود که با استقبال بالایی مواجه شد. دیگر جشن‌های برگزار شده، عبارت‌اند از:
1. اردیبهشتگان ـ ۱۳۸۲،
2. خردادگان ـ ۱۳۸۳،
3. نوروز، خردادگان (دانشگاه علوم پزشکی تهران)، دیگان ، اسفندگان[۵] ـ ۱۳۸۴،
4. تیرگان، آبانگان، اسفندگان، نوروز (فرهنگ‌سرای نظامی گنجوی) ـ ۱۳۸۵،
5. تیرگان، شب چله، نوروز (تالار پورسینای دانشگاه علوم پزشکی تهران)[۶] ـ ۱۳۸۶،
6. تیرگان (دانشکدهٔ دندانپزشکی دانشگاه علوم پزشکی تهران) و نوروز (تالار فردوسی دانشگاه تهران) در راستای پشتیبانی از ثبت جهانی نوروز در فهرست میراث فرهنگی و معنوی یونسکو[۷] ـ ۱۳۸۷
7. مهرگان (تالار فردوسی دانشگاه تهران)[۸][۹] و نوروز  [به همراه شماری از سمن‌های همسو] (کاخ سعدآباد)[۱۰] ـ ۱۳۸۸
8. همایش روایت مرزها به شادباشی تیرگان (خانه شهریاران جوان)، مهرگان (سرای محلهٔ خاقانی)[۱۱][۱۲] و اسفندگان (دانشگاه علم و فرهنگ) ـ ۱۳۸۹،[۱۳]
9. مهرگان (مرکز مشارکت‌های مردمی ورشو))[۱۴] و نوروز [به همراه شماری از سمن‌های همسو] (سرای محلهٔ خاقانی)، سده،[۱۵] جشن نیلوفر[۱۶] ـ ۱۳۹۰،
10. مهرگان (مرکز مشارکت‌های سازمان فرهنگی هنری شهرداری تهران)[۱۷] ـ ۱۳۹۲
11. یلدا (سازمان میراث فرهنگی، صنایع دستی و گردشگری)[۱۸]- ۱۳۹۴

### همایش‌ها
برگزاری همایش‌های تاریخی و پژوهشی و بزرگداشت‌های نام‌آوران، بزرگان و نمادهای فرهنگی ایران زمین، از جمله: فردوسی (۱۳۸۶)، مولوی (۱۳۸۶ و ۱۳۸۸) و شاملو (۱۳۸۵)، جنگ چالدران (۱۳۸۶)، تن‌پوش‌های ایرانی با همکاری سازمان میراث فرهنگی و گردشگری (۱۳۸۷) و همایش جزایر خلیج فارس از نگاه اسناد (۱۳۹۰) در همایش‌های انجمن افراز، استادان و پژوهشگران بنام کشور به سخنرانی دربارهٔ موضوع همایش پرداخته‌اند.

### نشست‌های ماهانه
انجمن فرهنگی افراز در چهار سال نخستِ راه‌اندازی (۸۴–۱۳۸۱)، هر ماه استادی را دعوت می‌کرد تا دربارهٔ گوشه‌ای از فرهنگ و تاریخ ایران‌زمین به سخنرانی بپردازد. این نشست‌ها در دو فرهنگ‌سرای سرو (بانو) در شمال بوستان ساعی و نظامی‌گنجوی در بوستان نظامی گنجوی برگزار می‌شد. عنوان برخی از این سخنرانی‌ها چنین است: تاریخ تجزیهٔ ایران (هوشنگ طالع)، ایران فرهنگی (ناصر تکمیل همایون)، لزوم تشکیل اتحادیهٔ ایران (داوود هرمیداس باوند)، آیین مهر یا آموزش و پرورش در ایران باستان (نوربخش رحیم‌زاده)، وحدت ملی (پرویز ورجاوند)، دانش در ادبیات فارسی (سرفراز غزنی)، توانایی‌های زبان فارسی (حسین وحیدی)، نگاهی به تاریخ معاصر (انور خامه‌ای)، جشن‌های ایرانی (توران شهریاری)، چگونگی تدوین شاهنامه (فریدون جنیدی)، خلع‌ید از شرکت نفت انگلستان (عبدالرضا هوشنگ مهدوی)، اشغال ایران در شهریور ۱۳۲۰ (رضا کرمانی)، تاریخ فرهنگ ایران (ابوطالب میرعابدینی)، آزادی آذربایجان (رحیم زهتاب‌فرد)، هویت ملی (هوشنگ گودرزی)، منابع تاریخ ایران (مرتضی ثاقب‌فر)، ایران چه حرفی برای گفتن دارد؟ (محمدعلی اسلامی ندوشن)، اقبال لاهوری و ایران (محمد بقایی ماکان)، سعدی؛ فردوسی ثانی (اصغر دادبه)، دادگستری در ایران (محمدرضا جلالی نائینی)، نمادها در شاهنامه (میرجلال‌الدین کزازی)، دشواری‌های مطالعهٔ تاریخ ایران (تورج دریایی)، انتقال فرهنگ ایرانی از راه زبان فارسی (محمدعلی سجادیه)، جشن مهرگان (اردشیر خورشیدیان)، تأثیر جهانی شدن بر فلات ایران (پرویز امام‌زاده‌فر)، آذربایجان و ناسیونالیسم ایرانی (کاوه بیات)، یگانگی فرهنگی ایرانیان و ارمنیان (احمد نوری‌زاده) و دارالفنون و امیرکبیر (علی رهبر). از دیگر نشست‌ها می‌توان به کتاب اسطوره‌شناسی پهلوانان ایرانی (شروین وکیلی)(دی‌ماه ۱۳۸۹)، تاریخ هخامنشیان دانشگاه خرونینگن (مرتضی ثاقب‌فر)(اردیبهشت ۱۳۹۰) و لیلی‌های لیبرال (عبدالحمید ضیایی)(خرداد ۱۳۹۰) اشاره نمود.

### طرح‌های مستقل و برنامه‌های ویژه
در تعطیلات نوروزی سال ۱۳۸۲ هم‌وندان انجمن در نشستی با خانم هایدماری کخ، ایران‌شناس آلمانی، به گفت‌وگو و پرسش و پاسخ پیرامون کتاب‌شان، از زبان داریوش، پرداختند. انجمن در نیمهٔ دوم سال ۱۳۸۲ نشست‌های کنکاشی در شاهنامه را به استادی قدمعلی سرامی و در سال ۱۳۸۳ دورهٔ عرفان در شاهنامه به استادی علیقلی محمودی بختیاری برپا کرد که در شماری از این نشست‌ها استاد امیر صادقی به روایت (نقالی) شاهنامه می‌پرداخت. هم‌چنین انجمن در سال ۱۳۸۲ نشست‌های نگاهی به تاریخ معاصر را در فرهنگ‌سرای نظامی گنجوی برگزار کرد. عنوان و نام سخنران برخی برنامه‌های این دوره چنین بود: نهضت مشروطیت (ناصر تکمیل همایون)، ملت‌گرایی (هوشنگ طالع)، نهضت ملی‌شدن صنعت نفت (ادیب برومند)، نقش شخصیت‌های برجسته در مشروطه (علیرضا دولتشاهی)، زمینه‌های اقتصادی مشروطیت (فریبرز رئیس‌دانا)، حزب‌ها و گروه‌ها در دوران مشروطه (حسن اصغری)، نقش اقتصاد جهانی و دولت‌های بزرگ بر اقتصاد روستایی ایران (رضا رییسی‌طوسی)، مجلس‌های یکم، دوم و سوم (حسن امین)، آرمان‌های مشروطه (پرویز ورجاوند)، اقتصاد ایران در دوران مشروطه (انور خامه‌ای)، تأثیر روس و انگلیس بر مشروطیت (داوود هرمیداس باوند)، تحولات اجتماعی در دوران رضاشاه (منوچهر یزدی). هم‌چنین باید یاد کرد از دوازده نشست با مرتضی ثاقب‌فر با عنوان سرشت فرمانروایی در ایران باستان که در تابستان و پاییز ۱۳۸۴ برگزار شد. در همان هنگام برخی هموندانِ اصلی انجمن با شرکت در پویشِ مخالفت با آبگیری سد سیوند به ایجاد پایگاه اطلاع‌رسانی برای نجات یادمان‌های باستانی (دشت پاسارگاد) یاری رساندند. شرح این کوشش‌ها بعدها در کتاب دفاع از تاریخ (علیرضا افشاری، شورآفرین، ۱۳۹۴) ثبت شد و پایگاه نیز مدتی بعد از صدور دستور آبگیری سد سیوند از سوی رییس‌جمهور احمدی‌نژاد منحل شد، هر چند تجربیات آن در قالب دیده‌بان یادگارهای فرهنگی و طبیعی ایران پی گرفته شد. از آخرین برنامه‌های ویژهٔ انجمن نیز می‌توان اشاره داشت به همایش «شبی با محمدعلی اسلامی ندوشن» ـ که با همکاری خانه هنرمندان ایران در اردیبهشت ۱۳۹۴ برگزار شد و آیین رونمایی از آخرین کتاب ادیب برومند («دردآشنا») ــ که با همکاری «بنیاد موقوفات دکتر محمود افشار» و «شرکت سهامی انتشار» در مهر ۱۳۹۴ برگزار شد.

### ایران‌گردی و گردشگری
انجمن با برپایی تورهای یک‌روزهٔ ورزشی اقدام به رفتن به بسیاری از دره‌های باصفا و زیبای پیرامون تهران نموده است. انجمن با اجرای دو سفر یک‌روزهٔ رفتن به تپه‌های باستانی صَرم (گورستان عصر آهن) و قُم‌رود و هم‌چنین برپایی سفرهای چهارروزه به استان‌های کرمانشاه (مهرماه ۱۳۸۲)، فارس (اردیبهشت ۱۳۸۳) و آذربایجان (شهریور ۱۳۸۳) سال‌های پرباری را از سر گذراند هم‌چنان‌که بسیاری از گنجینه‌سراها و موزه‌های تهران را هم با همراهی شماری از استادان بازدید نمود. گاهی نیز انجمن جشن‌های ملی را در قالب برنامه‌های گردشگری اجرا کرد، از جمله جشن سده ۱۳۹۲ را در قالب تور دوروزهٔ نائین، و جشن سدهٔ ۱۳۹۳ را در قالب تور یک‌روزهٔ بازدید از آثار تاریخی اطراف تهران شاملِ قلعه ایرج (ورامین)، قلعه یزدگرد و تخت‌رستم (شهریار) برگزار کرد).

### سایر فعالیت‌ها
1. برگزاری دوره‌های آموزشی از جمله بازخوانی تاریخ ایران باستان (پنج سال پیاپی)، آشنایی با تاریخ و فرهنگ و تمدن ایران[۳۲] و آشنایی با تاریخ هنر، و دوره‌های شاهنامه‌خوانی و مولوی‌خوانی و شب شعر که گاهی با حضور استادان برجسته و گاهی با ارائه پژوهش‌های خود هم‌وندان گروه‌های انجمن انجام می‌شده‌ است؛
2. چاپ نشریه درونی انجمنی با نام نامه افراز در ده شماره که متن ویراسته‌ی سخنرانی استادان در انجمن را به همراه نوشتارهایی در حوزه‌ی تاریخ و فرهنگ در شکلی حرفه‌ای ارائه می‌داد و در دوره‌ای مجله‌ی سورای افراز را که با بهره‌گیری از مطالب پژوهشی به قلم استادان و نیز پژوهشگران انجمن منتشر می‌شد؛
3. کوشش در راستای ثبت آیین‌ها و شادروزهای کهن ایران در فهرست ملی میراث معنوی ایران.[۳۳]

## نشان‌وارهٔ انجمن
در نگاه نخست این نشان‌واره (لوگو) به گونه‌ای طراحی شده‌است که برافراشته شدن و برپایی که برگرفته از نام انجمن (اَفراز) است را به نمایش بگذارد. همانندی طرح به یکی از برجسته‌ترین شیوه‌های معماری ایرانی یعنی تاق ضربی و برج‌هاست که به‌ویژه در ساخت مهرابه‌ها و پرستشگاه‌های ایرانی به‌کار رفته است. در این نشان‌واره همچنین کوشش شده‌است که از شناخته‌شده‌ترین نمادهای فرهنگی ایران‌زمین بهره گرفته شود. نخستین نماد ستون‌های تخت‌جمشید و سرستون‌های آن است که یکی از پرآوازه‌ترین نمادهای دوران تاریخی ایران هستند، چنان‌که برپا بودن آن‌ها پس از گذشت ۲۵۰۰ سال، زنده بودن فرهنگ ایرانی و پیوستگی آن را می‌رساند. نماد دوم خورشید است که یکی از کهن‌ترین عناصر باوری ایرانیان است: خورشید که نمادی از روشنایی، زندگی و گرماست که تاریکی و سرما از نمادهای اهریمنی را نابود می‌کند. پرتوهای خورشید به شمار هفت است؛ عددی که نزد ایرانیان ارجمند است (از هفت پلهٔ مهری، برای رستگاری انسان، تا هفت مرحلهٔ عشق در منطق‌الطیر و شاید هفت خان رستم).

## نقد افراز
بعضی از منابع غیر ایرانی با ادعای سازمان افراز مبنی بر غیر سیاسی و فرهنگی بودن، موافق نیستند. شبنم هالیدی در کتاب تعریف ایران: سیاست مقاومت، دربارهٔ انجمن افراز نوشته:
«در اساسنامه به‌روز شده این مؤسسه ادعا گردیده که این سازمان نهادی فرهنگی است تا سیاسی، مردمی است تا دولتی و غیرانتفاعی است. به هرحال مفهوم اهداف افراز را می‌توان بعنوان اهداف سیاسی درک نمود.»
در یک بررسی دیگر دانشگاهی، کریستوفر مارکینکوسکی ادعا کرده که این سازمان ایرانگرا (ایرانیست)ص ۱۹است، و از نظر ثبات منطقه‌ای خطرناک است چراکه بدنبال زنده کردن قدرت قدیمی منطقه‌ای ایران استص ۲۰. همچنین در کتاب هویتهای شیعه هم ادعا شده که این سازمان ملی‌گرای افراطی است. با اینحال هالیدی افراز را دارای رویکرد ناسیونالیسم مثبت، در برابر رویکرد اسلامگرایی دانسته است. (صفحه 47)
علی مظفری می‌نویسد: یک مورد قابل ذکر، ارجاع هالیدی به گروه خاص و متنفذ «افراز» است. هالیدی این گروه را نمایندهٔ ”نوایران‌گرایی“ دانسته یا پیش از او مارکینکوفسکی که آنان را نمایندهٔ ملی‌گرایی افراطی دانسته و بر آن است که مورد حمایت دولت نیستند و باورهایشان به گسترش خاک و سرزمین و نژادگرایی می‌انجامد. هم‌چنین این دو محقق (مارکینوفسکی بیش از هالیدی) بر این باورند که مناسک و مراسم، دست و پای این گروه‌ها را بسته و آنان را از توجه دقیق به شرایط و محیط واقعی اطراف بازداشته است. نکته‌ای که لازمه‌ی برانگیخته شدن و گستردگی بخشیدن به راهبردهای منتهی به آن گونه از کنش‌های جمعی است که کنشگران فعال در گروه‌ها و سازمان‌های غیردولتی در حوزه‌ی میراث از آن حمایت می‌کنند.